# Elsyng Palace
Elsyng Palace (Elsynge, Elsing, Elsings) var ett palats vid Forty Hall i Enfield i norra London, uppfört under medeltiden. Det var kungligt palats mellan 1539 och 1641. 
Palatset nämns först under namnet Wroth's Place år 1413, då John Tiptoft, 1st Baron Tiptoft köpte det av sin kusin Elizabeth Wroth. Det kallades därefter Tiptofts Palace. 
Kung Henrik VIII ska ha besökt palatset, som då kallades Worcesters Palace, oftare än något annat palats ägt av en privatperson under den tid det ägdes av sir Thomas Lovell (död 1524). Det omtalades då som ett mycket praktfullt palats, byggt i tegel och lämpligt att motta kungliga gäster. Skottlands drottning Margareta Tudor bodde där under sitt besök i London 1516. Thomas Manners, 1st Earl of Rutland ärvde det av Lovell och överlät det åt Henrik VIII 1539, vilket gjorde det till ett kungligt palats. 
Henrik VIII använde ofta palatset som jaktslott och kallade det Little Park. Kungabarnen vistades ofta i palatset, och kungafamiljen firade julen 1542 där. Prins Edvard och Elisabet underrättades om Henrik VIII:s död 1547 där. Elisabet tycks ha använt palatset sparsamt och utnämnde Kat Astley och hennes make till ansvariga för egendomen. Ätten Stuart tycks inte ha använt slottet och det var senast bebott av Philip Herbert, 4:e earl av Pembroke 1616–1623. Därefter förföll palatset; resterna såldes av kungen till Pembroke 1641, och resterna tycks ha rivits under 1650-talet. 
Palatsets exakta plats var länge bortglömt, men dess grunder återupptäcktes på 1960-talet. 